# Vedkosten
Vedkosten är en kulle i Antarktis. Den ligger i Östantarktis. Norge gör anspråk på området. Toppen på Vedkosten är 2 287 meter över havet, eller 389 meter över den omgivande terrängen. Bredden vid basen är 0,06 km.
Terrängen runt Vedkosten är varierad. Trakten är obefolkad. Det finns inga samhällen i närheten. 